# Сариотти, Михаил Иванович

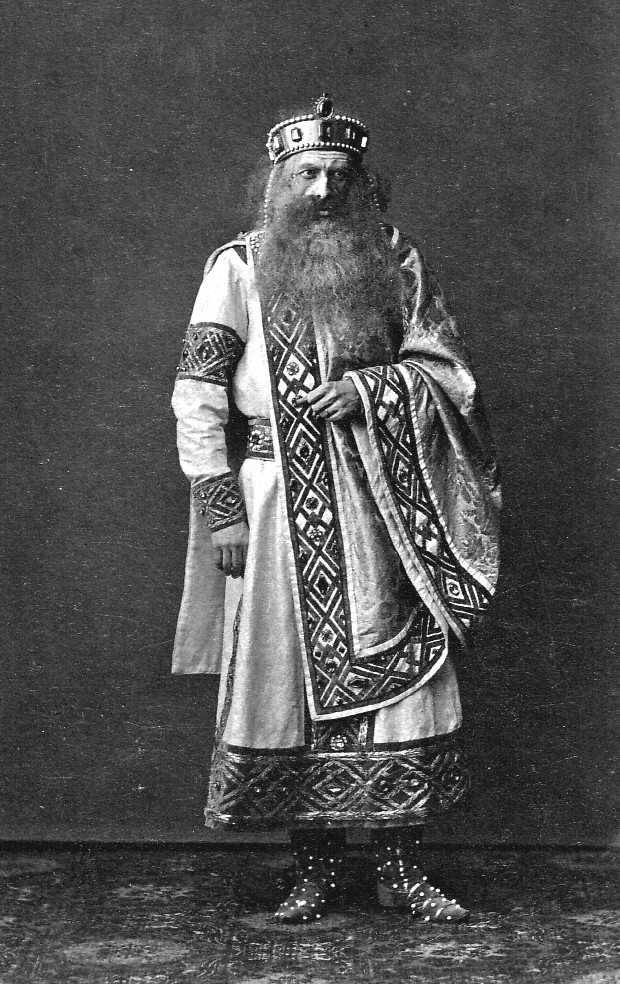
Михаил Сариотти в роли Владимира Красное Солнышко в опере Александра Серова Рогнеда. 1865

Михаил Иванович Сариотти (1839 — 30 января (11 февраля) 1878) — российский оперный певец (бас).
Начал своё вокальное образование в Санкт-Петербурге под руководством Петра Гумбина, потом занимался в Милане у Пьетро Репетто. В 1862 г. с большим успехом дебютировал в Кремоне, затем в Милане. В 1863 г. дебютировал на Мариинской сцене в Петербурге. Помимо хорошего голоса, Сариотти обладал замечательным сценическим талантом для ролей сильных и характерных. К числу наиболее выразительных ролей Сариотти относились партии Олоферна («Юдифь») и Ерёмки («Вражья сила») в операх Александра Серова, партия Бертрама в «Роберте-Дьяволе» Мейербера и др. Он стал также первым исполнителем партии Никитича в «Борисе Годунове» Мусоргского. В 1870-х годах Сариотти вёл некоторое время музыкальный отдел во «Всемирной иллюстрации».
Похоронен на Смоленском православном кладбище.